# Апак, Эшреф
Эшреф Апак (тур. Eşref Apak; 1 января 1982, Каледжик, Турция) — турецкий легкоатлет, специализирующийся в метании молота.

## Карьера
Эшреф Апак стал заниматься метанием молота в клубе Фенербахче, затем он перешёл в Энкаспор, под руководство Артуна Талая. На Чемпионате мира среди юниоров по лёгкой атлетике в 2000 году в Сантьяго спортсмен выиграл золотую медаль.
На своих первых Олимпийских играх в 2004 году в Афинах 22-летний Апак метнул молот на 79,51 метра и показал четвёртый результат в финале. После дисквалификации за применение допинга олимпийского чемпиона венгра Адриана Аннуша (83,19 м) и бронзового призёра Ивана Тихона (79,81 м) Апак должен был получить серебряную медаль. Однако в 2004 году сам Апак был дисквалифицирован за применение допинга. Хотя его результат на Олимпийских играх остался в силе, МОК решил не вручать никому серебряную и бронзовую медаль в метании молота на Играх 2024 года.
В 2005 году он участвовал в Средиземноморских играх в Альмерии и выиграл золотую медаль с его броском 77,88 метра. На Универсиаде в том же году он завоевал серебряную медаль. Персональный рекорд дальности Апак установил 4 июня 2005 года — 81,45 метра.
Турецкий спортсмен также принимал участия в Олимпийских играх 2008 года (16-е место) и в Олимпийских играх 2012 года (17-е место).
В период с 8 июня 2013 года по 25 июня 2015 года спортсмен отбывает дисквалификацию за использование запрещённого вещества — станозолола.

## Личная жизнь
Эшреф Апак женат на Семе Айдемир, специализирующейся в беге на спринтерские дистанции. Пара воспитывает сына Али.